# Maeslantkering

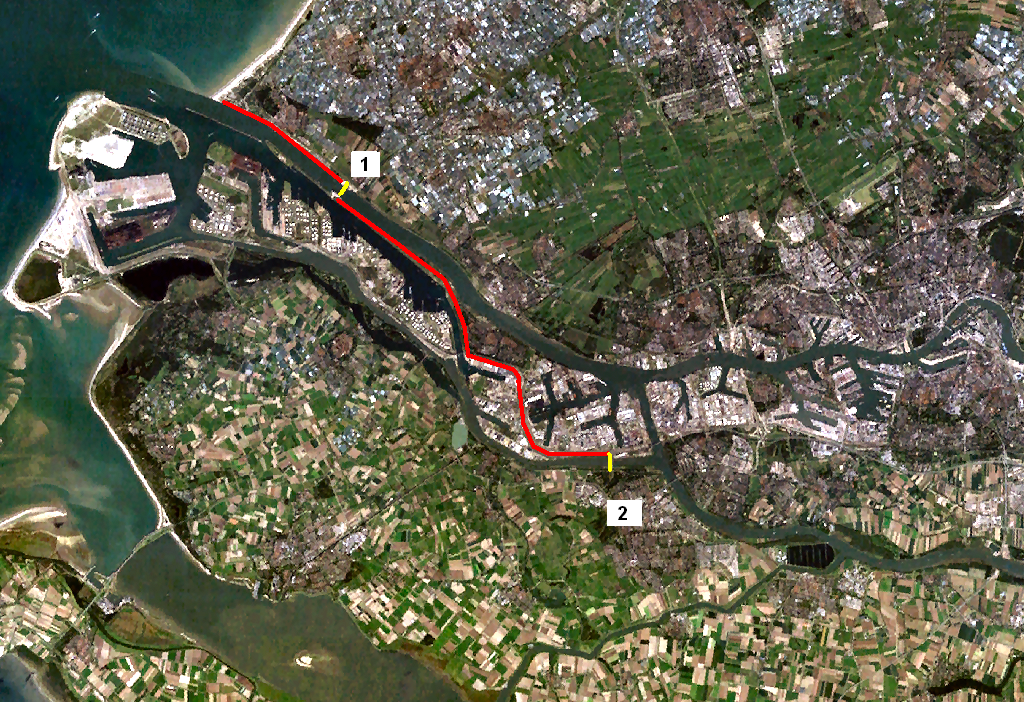
De Europoortkering op een satellietfoto: 1 = Maeslantkering, 2 = Hartelkering.

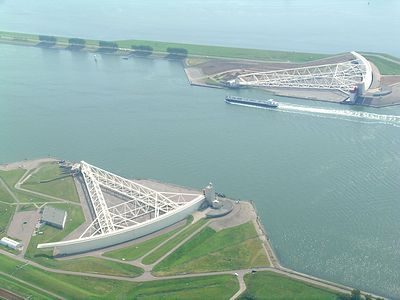
De Maeslantkering gezien uit het noorden.

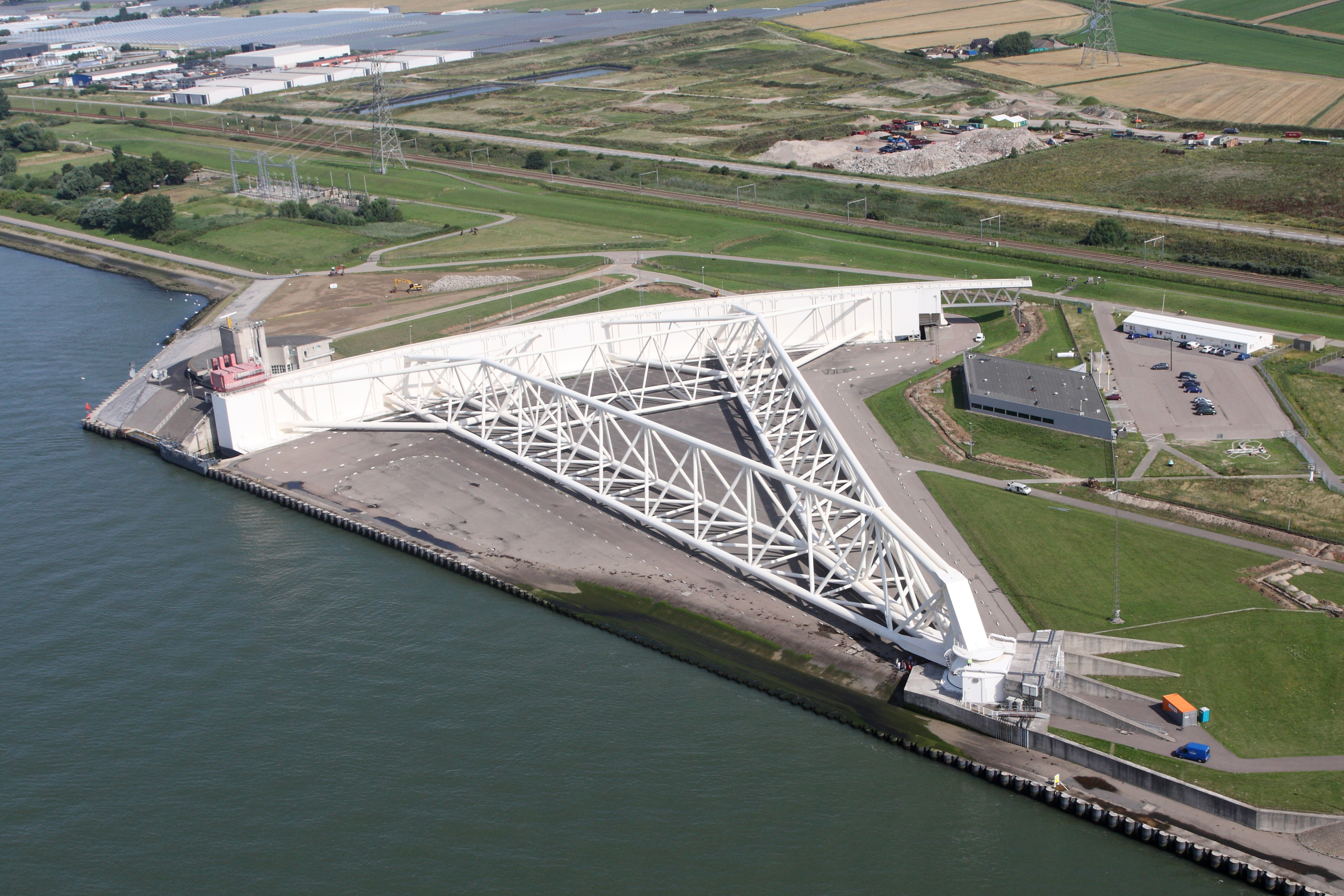
De noordelijke helft van de Maeslantkering; 8 september 2010.

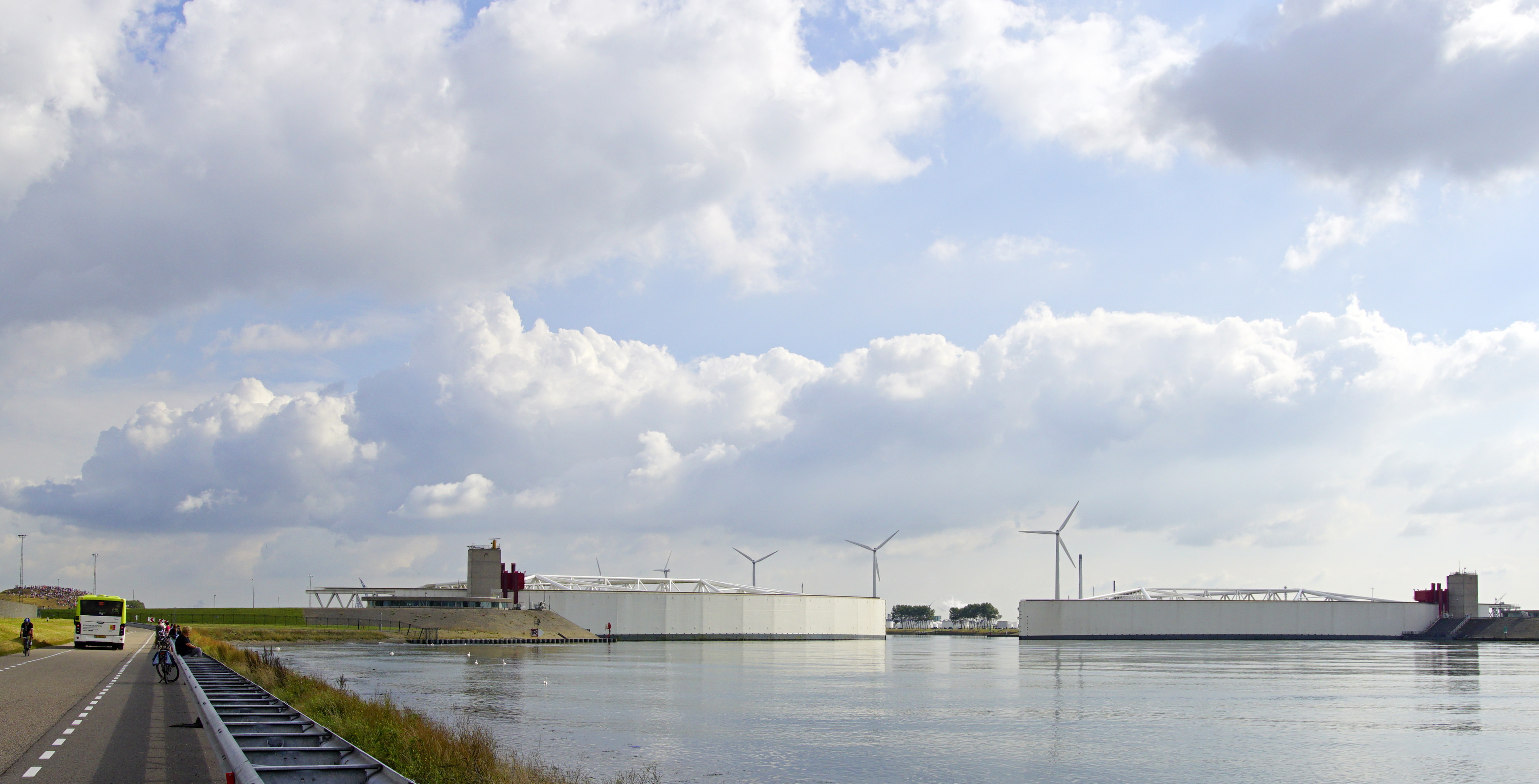
De Maeslantkering in de Nieuwe Waterweg bij Hoek van Holland gaat dicht. Het gaat om de jaarlijkse ‘functioneringssluiting’, waarbij voor het stormseizoen begint wordt getest of de deuren goed functioneren; 17 september 2016.

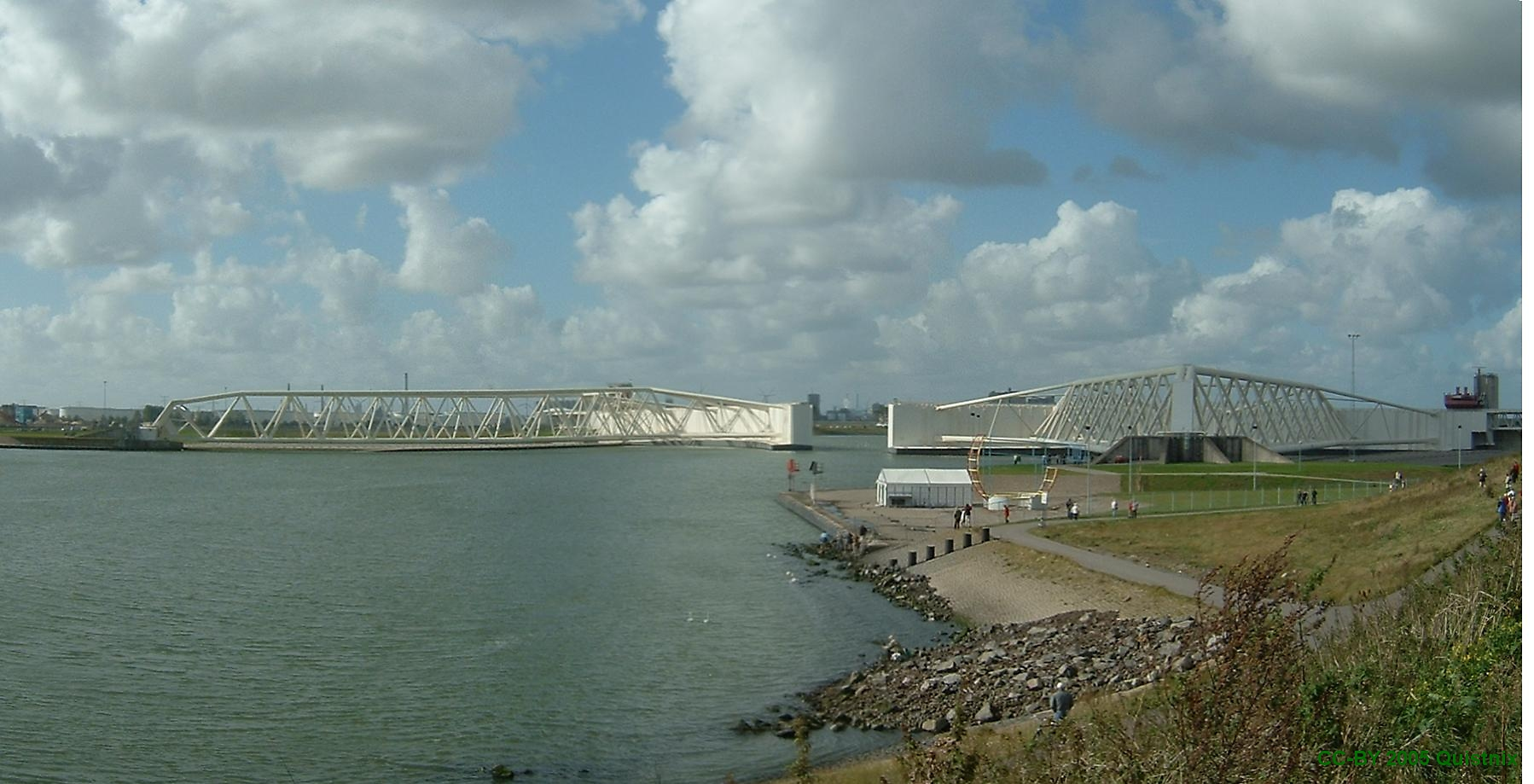
Sluiting van de Maeslantkering; 1 oktober 2005.

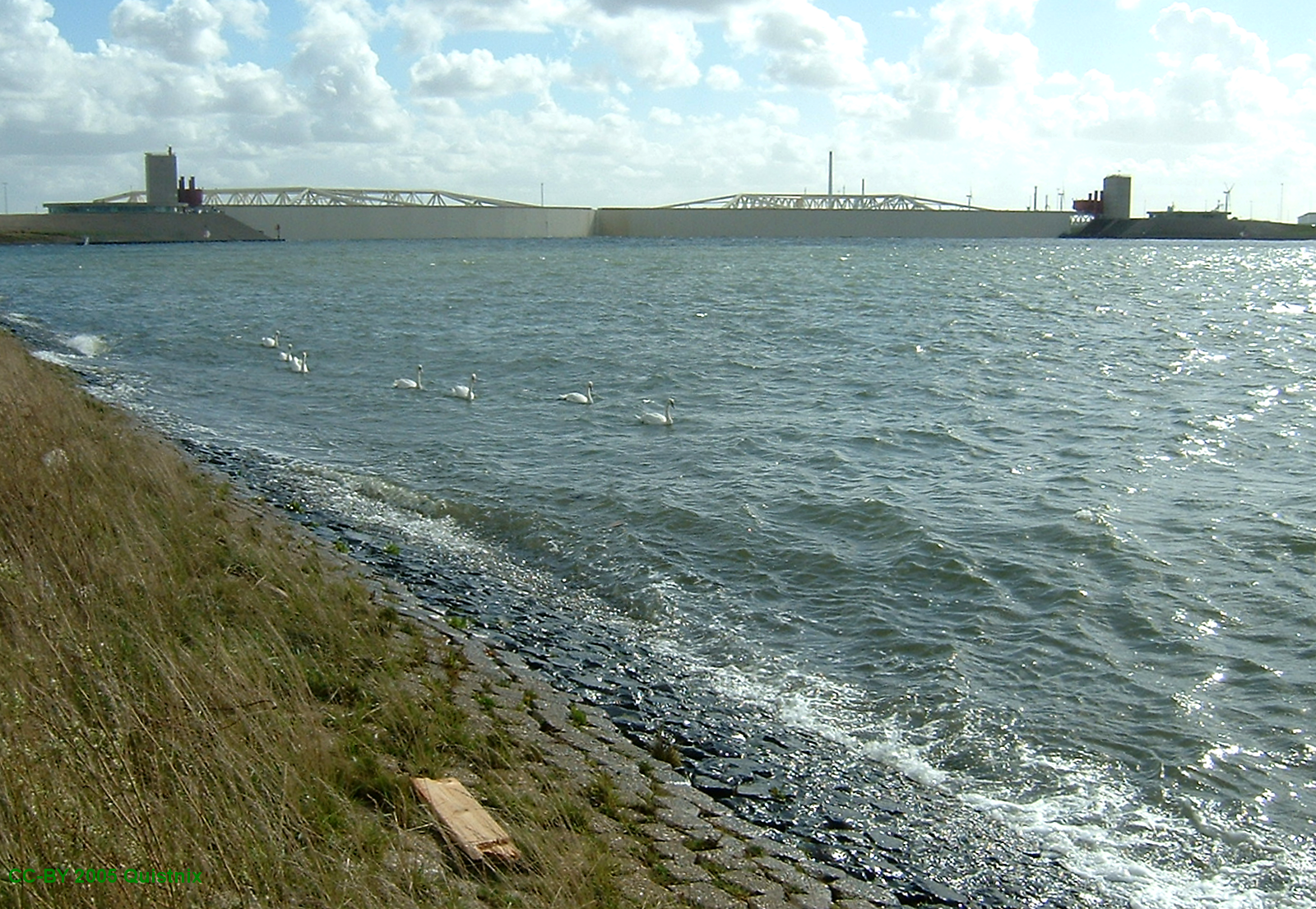
Kering gesloten

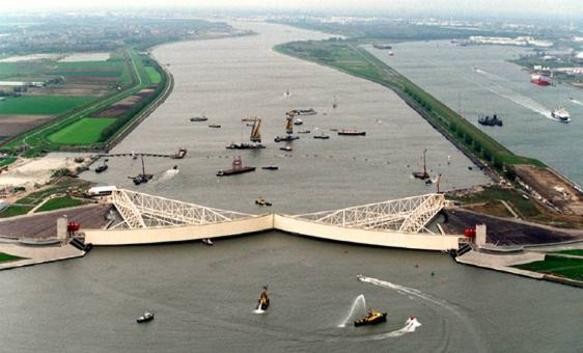
De Maeslantkering in gesloten toestand, gezien in oostelijke richting.

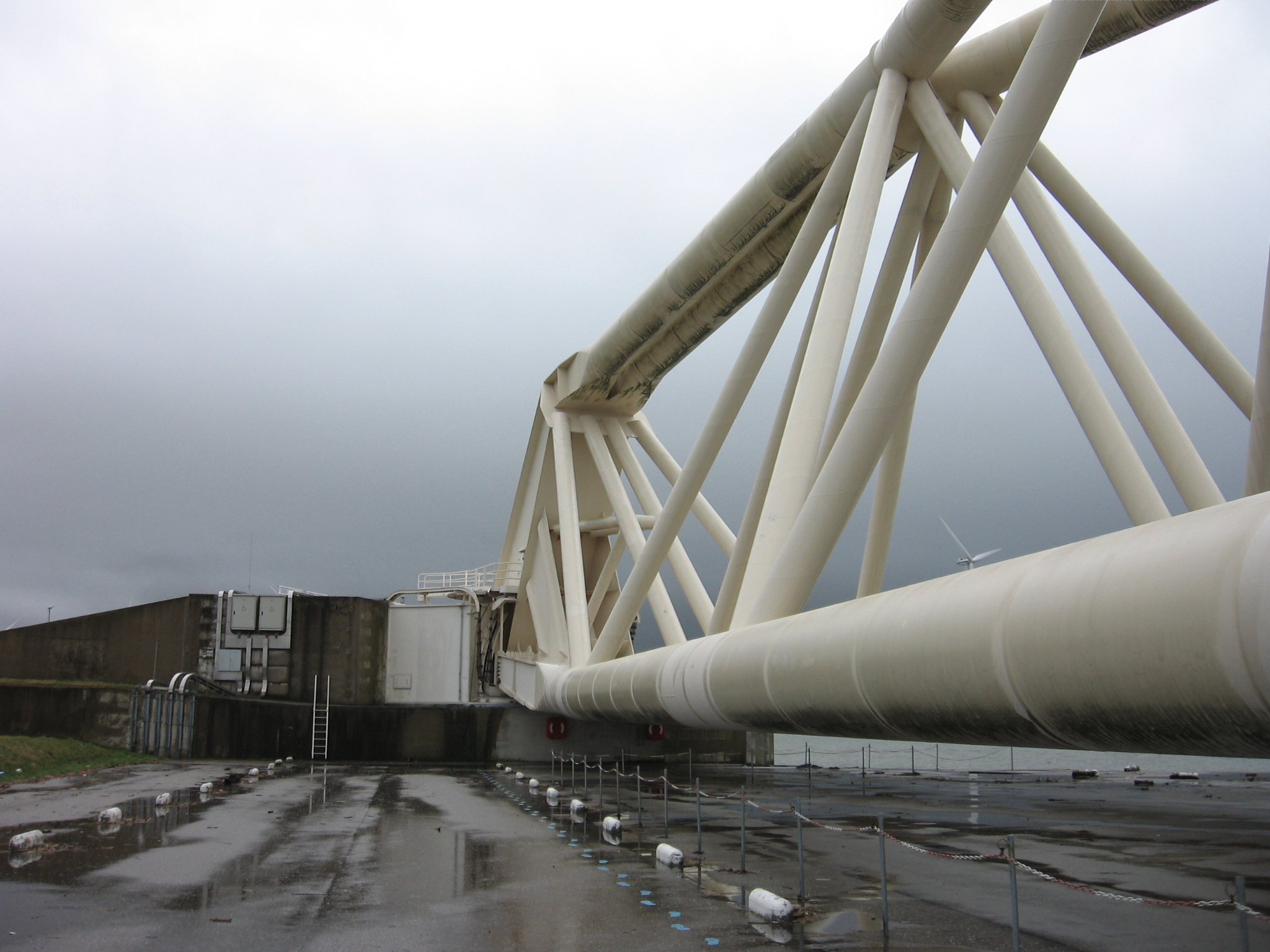
Detail met zicht op het scharnierpunt

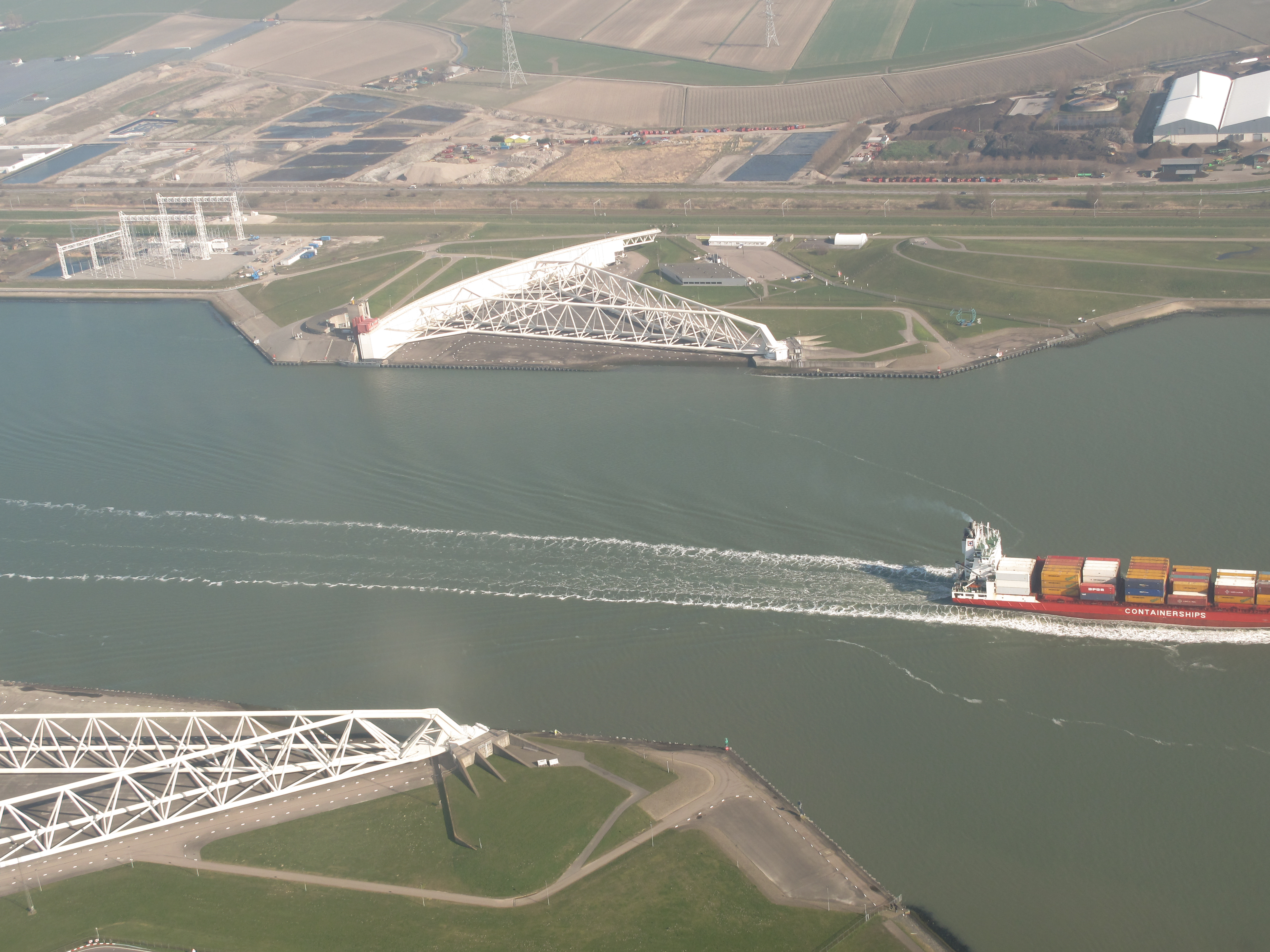
Een schip passeert de Maeslantkering.

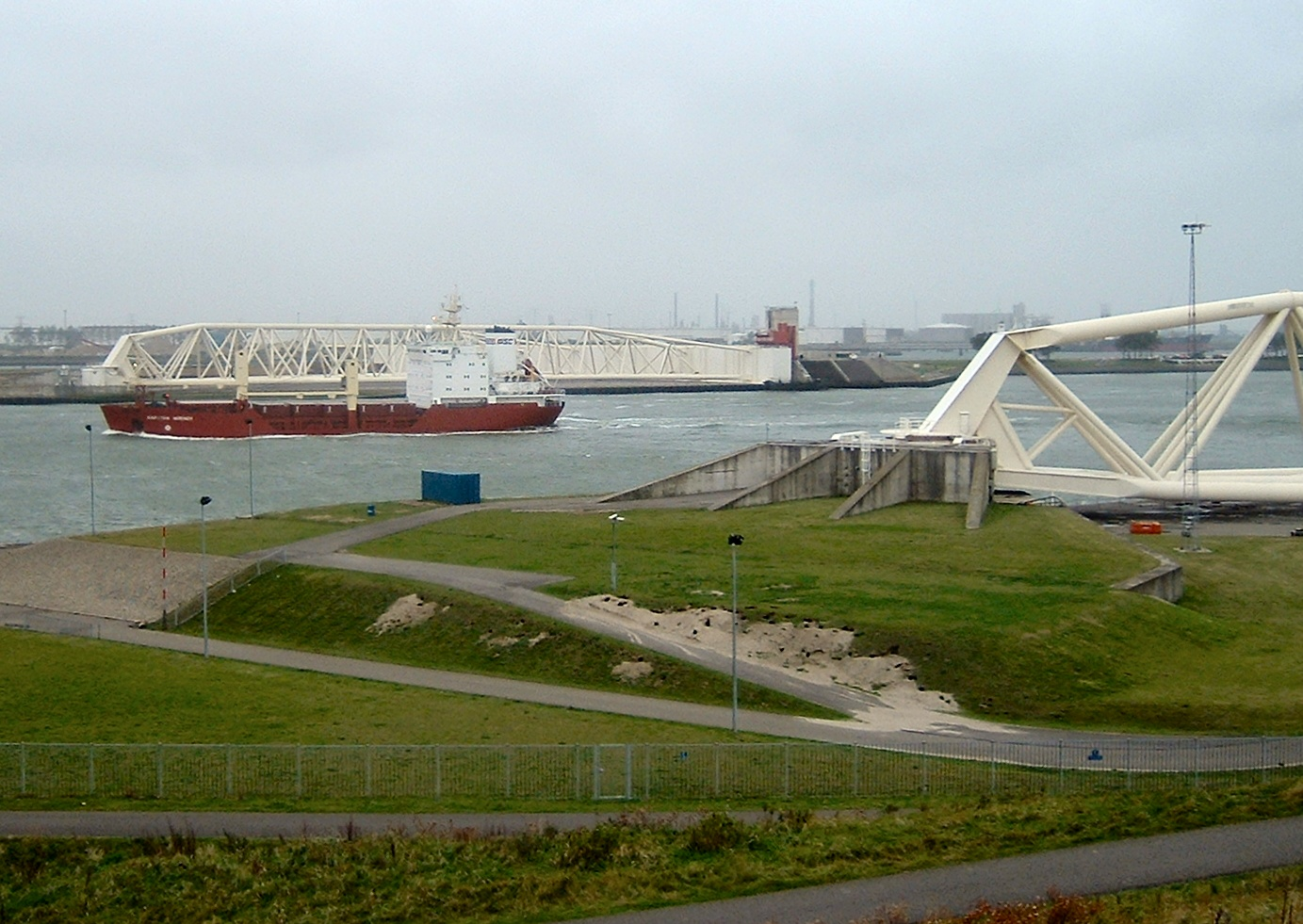
Een schip passeert de Maeslantkering

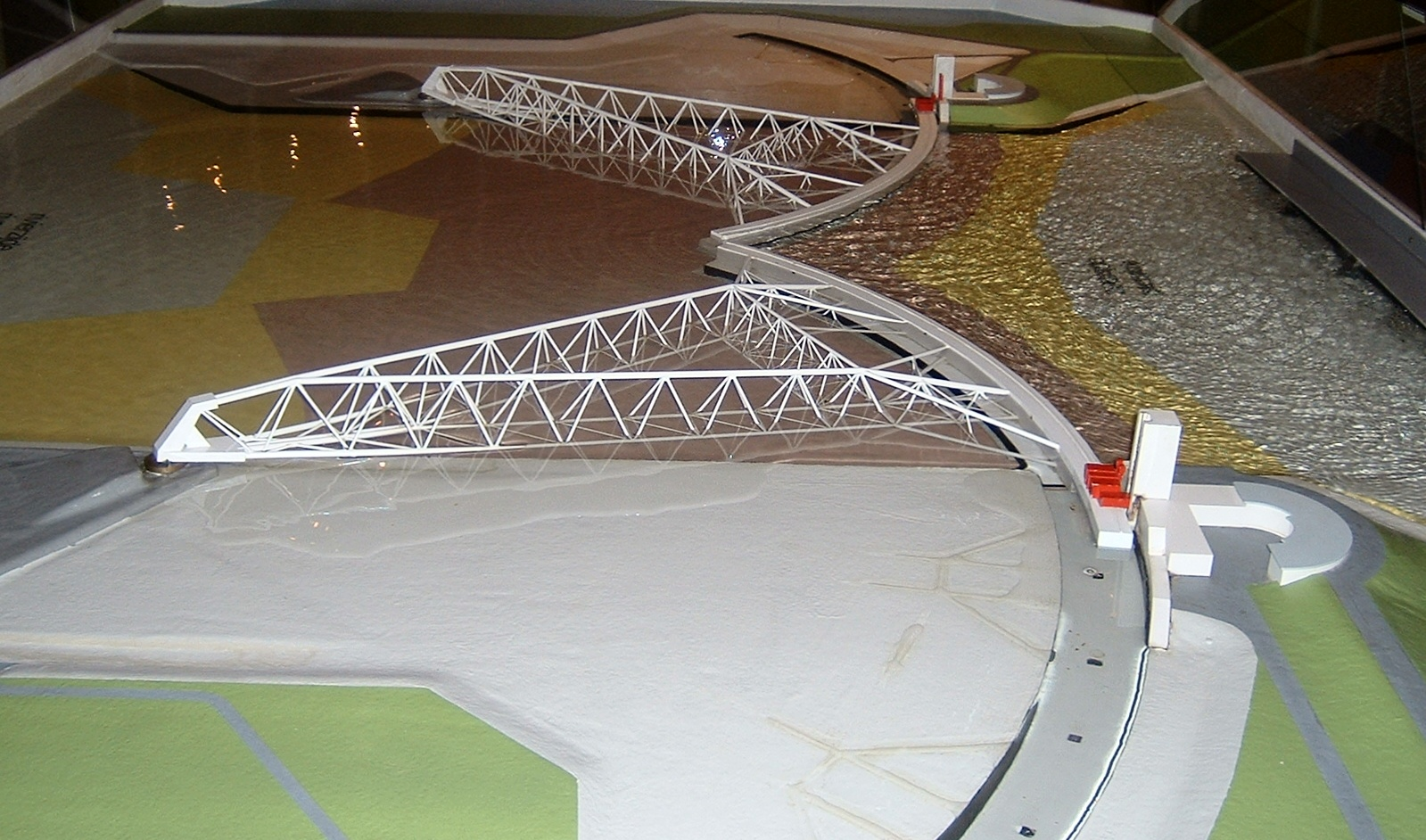
Schaalmodel met gesloten kering in het Keringhuis; 2007.

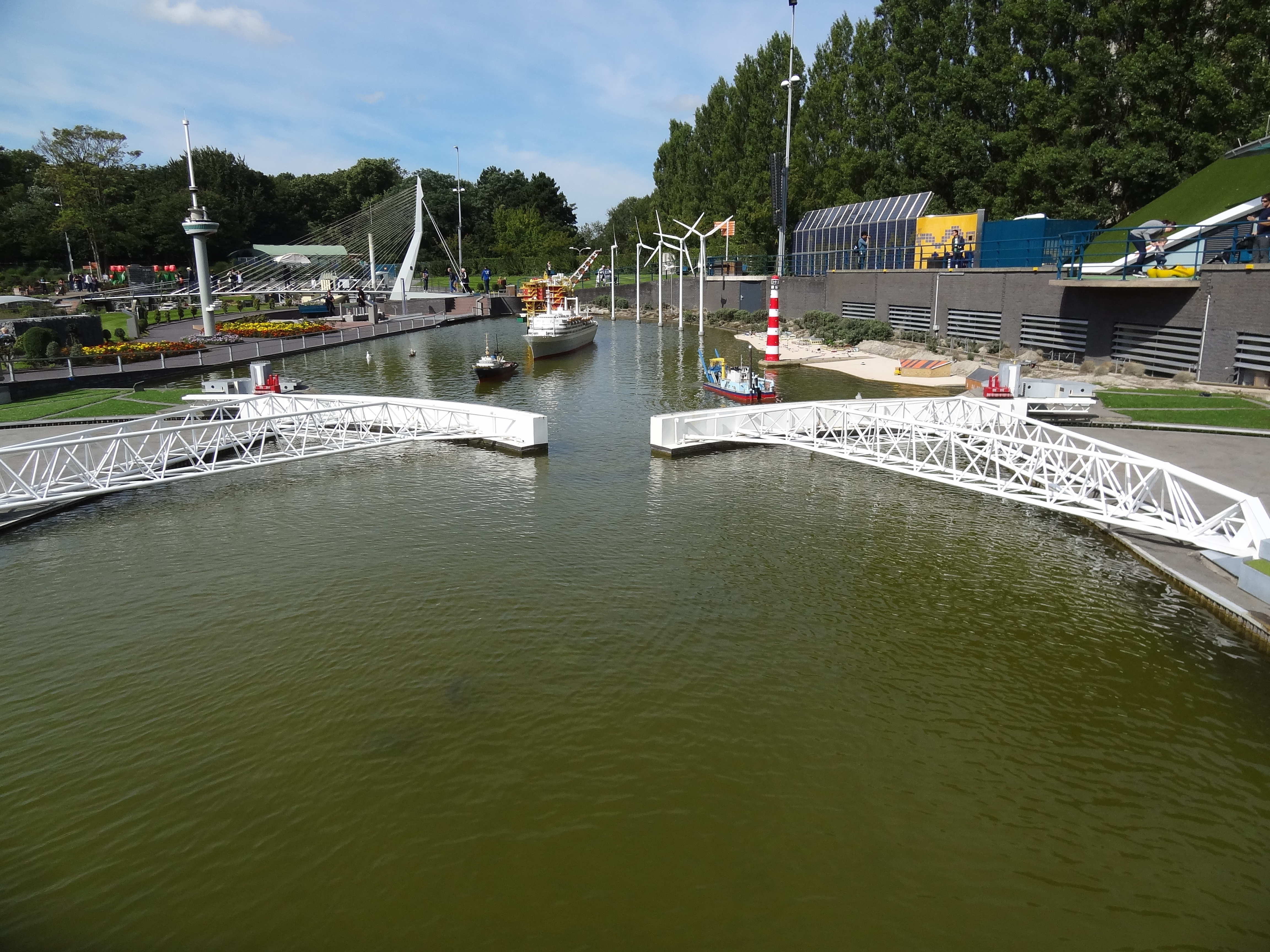
Schaalmodel van de Maeslantkering in Madurodam te Den Haag; september 2015.

De Maeslantkering is een in 1997 door de overheid in gebruik genomen stormvloedkering op de grens van Het Scheur en de Nieuwe Waterweg bij Hoek van Holland. De beweegbare onderdelen zijn ontworpen om een vloedgolf van 5 meter boven NAP aan te kunnen en behoren tot de grootste ter wereld. De kering maakt samen met de Hartelkering en de dijkverbreding Rozenburg deel uit van de Europoortkering, het laatste onderdeel van de Deltawerken, bedoeld om het hele grondgebied van Nederland met zijn inwoners, bebouwing en infrastructuur te beveiligen tegen hoogwater. Wettelijke basis is de Deltawet.

## Politieke voorbereiding en overwegingen
In de oorspronkelijke Deltaplannen was geen afsluiting opgenomen van de Westerschelde en de Nieuwe Waterweg, dit om de havens van Antwerpen en Rotterdam toegankelijk te houden. In plaats daarvan zouden dijken worden aangelegd. Halverwege de jaren 1980 bleek echter op grond van nieuwe inzichten over de zeespiegelstijging, dat de geplande dijken langs de Nieuwe Waterweg niet hoog genoeg zouden zijn om het dichtbevolkte gebied van Zuid-Holland Zuid tegen hoogwater te beschermen. Het aanleggen van verhoogde dijken zou een bijzonder kostbare zaak worden. Niet alleen vanwege de kosten van de aanleg zelf maar vooral vanwege het feit dat grote strekkingen van de te verzwaren dijken in stedelijke gebieden liggen. Voor de verzwaringswerken zou een strook grondgebied vrijgemaakt moeten worden ten koste van bestaande bebouwing en infrastructuur, daarvoor moet onder andere onteigend en schadeloos gesteld worden. Anderzijds liggen de kosten voor onderhoud bij de gemeenten en waterschappen, niet bij de Rijksoverheid en Rijkswaterstaat.
Daarom werd gezocht naar een alternatief, een beweegbare kering. In de Theems was al eerder een beweegbare kering gebouwd, maar de kering in de Nieuwe Waterweg moest een veel grotere opening hebben. Een onafhankelijke commissie toetste vier varianten op bouwtijd, kosten en gevolgen voor het bedrijfsleven en inpasbaarheid in het landschap. Dit in samenwerking met Rijkswaterstaat, de gemeente Rotterdam en het waterschap.
De bewustwording van een versnelde zeespiegelstijging, volgens een computermodel in opdracht van de regering in die tijd ingeschat op 30 centimeter tot ongeveer 2050 en nog eens maximaal twee meter tot 2100, speelde ook een rol in de keuze voor de Maeslantkering. Dijken zouden op den duur geen oplossing zijn omdat ze zouden worden ondermijnd door de voortdurend stijgende waterspiegel. Verder kon de Maeslantkering in zes jaar worden gebouwd, terwijl dijkversterking en de benodigde onteigeningstrajecten 30 jaar zouden duren. De kosten moesten echter ook in een veel kortere periode op tafel komen en de Tweede Kamer had bezwaren tegen externe financiering. Verder zou vanuit de bouwmarkt bezien een piekbelasting gedurende een klein aantal jaren betekenen, waarna een vrij abrupte daling van het jaarlijkse investeringsvolume plaatsvindt. Alles afwegende werd in 1988 op voorstel van minister Smit-Kroes van Verkeer en Waterstaat door het parlement besloten achtereenvolgens zwakke plekken in de dijken aan te pakken, vervolgens de twee beweegbare keringen aan te laten leggen, na elkaar en de overige aanvullende dijkversterkingen in de tijd te spreiden.

## De Maeslantkering
De kering bestaat uit twee enorme deuren die in geopende stand op het land staan. De deuren zijn te zien als drijvende pontons die leeg naar hun plaats op het water kunnen worden gebracht. Hier aangekomen lopen de deuren vol water, zodat massieve barrières ontstaan. Als de kering weer open moet gaan, worden de deuren automatisch leeggepompt en worden ze naar buiten bewogen. Hier varen de deuren aan beide zijden weer in een soort droogdok met deur. De deur gaat dicht en het droogdok wordt leeggepompt. Zo worden de deuren dus droog bewaard, dit om corrosietechnische redenen.
De bouw van de Maeslantkering begon in 1991. Op 10 mei 1997 werd de waterkering door koningin Beatrix officieel in gebruik gesteld. Op deze dag werd de kering om 16.30 uur voor het eerst gesloten.
De kosten van het project bedroegen ongeveer 1 miljard gulden, ofwel 450 miljoen euro.

### Automatische bediening
Bijzonder is dat de kering zo is ontworpen en gebouwd, dat deze volledig automatisch gesloten en geopend kan worden, zonder gebruik te hoeven maken van mensenhand. Bij besluit van de minister van Verkeer en Waterstaat Jorritsma uit 1997 is vastgelegd dat de kering normaal gesproken openstaat en vanaf 1 januari 1998 gesloten wordt bij een verwachte waterstand van de Nieuwe Maas te Rotterdam ter hoogte van het Boerengat van ten minste NAP +3.00 meter. Een computersysteem dat op basis daarvan is geprogrammeerd, het Beslis en Ondersteunend Systeem (BOS) genaamd, beslist automatisch of de kering bij dreigend hoogwater gesloten moet worden. Dit gebeurt als de waterstand in Rotterdam boven de 3 meter NAP of in Dordrecht 2,90 meter boven NAP dreigt te komen. Naast de Maeslantkering bestuurt het BOS ook de Hartelkering. Omdat de keringen automatisch sluiten, zonder tussenkomst van mensen, worden hoge eisen aan het BOS gesteld. Dit is dubbel redundant uitgevoerd om uitvallen zo veel mogelijk te voorkomen. Bij verwacht hoog water is er voor de zekerheid een operationeel team van Rijkswaterstaat aanwezig om handmatig in te kunnen ingrijpen als dat nodig is. In het geval dat de computer volledig dienst weigert zal de kering door het bedieningspersoneel worden gesloten.

### Sluittechniek
De deuren, twee boogvormige stalen segmenten bestaand uit een kerende wand en een vakwerkarm van 22 meter hoog en 210 meter lang, draaien bij hoogwater vanuit een parkeerdok op het land de rivier op. Ze drijven dan op het water omdat ze hol zijn van binnen. Op het moment dat ze elkaar (bijna) raken, stromen ze vol met water zodat ze afzinken op een drempelconstructie op de bodem van de Nieuwe Waterweg, waardoor deze vrijwel volledig wordt afgesloten. Om te voorkomen dat de deuren beschadigen blijft er een kleine opening (ca. 80 cm) tussen de deuren, maar hier kan slechts weinig water doorheen stromen.
De scharnierpunten van de twee deuren vormden voor de bouw een grote technologische stap: ze moesten niet alleen toestaan om de deuren open en dicht te draaien, maar moesten ook in staat zijn om de deuren omhoog en omlaag te laten bewegen. Uiteindelijk zijn hiervoor de grootste bolscharnieren ter wereld gemaakt; de kogels hebben een diameter van 10 meter. De scharnieren zijn vervaardigd door Škoda Holding. Dit was de enige fabrikant die ze met de gewenste nauwkeurigheid kon fabriceren.
Voor het in- en uitstromen van water werd de techniek van zogenaamde vlinderkleppen, die vooral werden toegepast in leidingen, aangepast voor gebruik in de holle wanden van de deuren, eveneens een technisch hoogstandje.
De horizontale verplaatsing van de deuren wordt bekrachtigd door redundante 6-cilinder-oliedrukmotoren per deur, waarbij vier motoren voldoende zijn. Voor deze techniek is gekozen omdat ze zeer betrouwbaar is, en bovendien een constante kracht kan leveren onafhankelijk van de snelheid. De motoren draaien via tandraderen een tandradbaan aan de bovenzijde van de deur opzij. De motoren zelf zijn verticaal vrij opgehangen zodat ze bij elke waterstand kunnen werken.

## Faalkans
De faalkans bij sluiting van de kering is volgens officiële cijfers 1:100, er zijn echter publicaties die uitgaan van een grotere faalkans.
Op 3 maart 2006 meldde het Algemeen Dagblad op basis van een vertrouwelijk rapport dat de kering veel minder veilig is dan werd gedacht. De kering had volgens dat artikel slechts een betrouwbaarheid van 1 weigering op 50 sluitingen. Enkele weken eerder had het televisieprogramma TweeVandaag reeds gemeld dat de kering een nog hogere faalkans heeft. De Tweede Kamer vroeg het kabinet om uitleg, op initiatief van GroenLinks.
Naar aanleiding van de geconstateerde problemen is in de jaren erna een reeks van maatregelen bepaald, die moeten leiden tot het bereiken van het vereiste veiligheidsniveau van de kering. De maatregelen, die onder meer betrekking hebben op het onderhoud van de kering, zijn structureel en met succes doorgevoerd.

## Groot onderhoud
Om de betrouwbaarheid van de Maeslantkering te waarborgen en te kunnen voldoen aan de steeds hogere eisen die de klimaatverandering aan de bescherming van Nederland stelt, is in opdracht van Rijkswaterstaat de dokdeur Zuid in 2016 gereviseerd en Noord in 2019. Het functioneren is daarmee voor de komende 20 jaar verzekerd. In 2019 zijn de 52 vlinderkleppen met hydraulisch bediende actuators in de twee deuren van de kering vervangen. Rijkswaterstaat koos voor een Nederlandse fabrikant die bij het ingenieurswerk en testen samenwerkte met onderzoeksinstituut TNO.

## Sluitingsprocedure
Als de Maeslantkering gesloten wordt, zal Rotterdam beschermd worden tegen een hoge waterstand. Echter, een sluiting heeft ook tot gevolg dat een van de drukste waterwegen van Nederland volledig wordt afgesloten voor scheepvaart. Omdat de waterkering eigendom is van de Nederlandse staat, en daarom de belangen van alle partijen moeten worden meegewogen, is een scala van procedures afgesproken die aan een sluiting vooraf moeten gaan.
Het BOS berekent constant het verwachte waterniveau in de Nieuwe Waterweg. Wordt er een waterstand voorspeld van meer dan 2,60 meter boven NAP in Rotterdam, dan gaat het systeem automatisch over tot de voorbereidende werkzaamheden voor een sluiting. Dit hoeft niet te betekenen dat de Maeslantkering werkelijk sluit. Deze moet gesloten zijn wanneer het peil van 3,00 NAP is bereikt.
Het systeem blijft het waterniveau berekenen en als er geen veranderingen in positieve zin plaatsvinden, dan wordt uiterlijk 6 uur voor de daadwerkelijke sluiting het Haven Coördinatie Centrum gewaarschuwd. Zij bereiden zich voor om aan schepen het bericht af te geven dat het zeer waarschijnlijk is dat binnen een bepaalde tijd de waterweg wordt afgesloten. Vier uur voor sluiting wordt dit bericht daadwerkelijk aan de schepen gemeld.
Twee uur van tevoren wordt al het scheepvaartverkeer gestremd, om te zorgen dat de waterweg volledig vrij is om de deuren te laten afzinken.
Een half uur voor sluiting wordt het waterniveau in de dokken waarin de deuren liggen, op gelijk niveau gebracht met het waterniveau in de Nieuwe Waterweg. De daadwerkelijke duur van het volstromen van de dokken is 6,5 minuten. In het stormseizoen zijn de dokken zelfs constant gevuld.
Wanneer de sluitingsprocedure in werking treedt, worden de deuren uit de dokken de Nieuwe Waterweg in gevaren, totdat ze boven de plaats van afzinken liggen. Dit kost een half uur. Direct daarna worden de deuren afgezonken, wat 2 uur duurt.
Dat dit afzinken zo lang duurt komt doordat de deuren gecontroleerd moeten zinken. Tijdens het zakken ontstaat er namelijk een stroomversnelling onder de deuren. Deze waterstroming wordt gebruikt om de zogenoemde drempel waarop de deuren uiteindelijk moeten rusten, schoon te spoelen, zodat de deuren niet vast komen te zitten in de sedimentlaag op de drempel.

## Sluitingen

### Proefsluitingen
Om de Maeslantkering te testen, wordt deze elk jaar een keer gesloten. Dit heet een functioneringssluiting. Dit was tot nu toe steeds op een zaterdag in de weken eind september of begin oktober (start van het stormseizoen). Deze functioneringssluiting is toegankelijk voor het publiek. Iedereen die dat wil kan de sluiting bijwonen vanaf het terrein rond het Keringhuis. Het is de enige mogelijkheid voor publiek om te zien hoe de kering wordt gesloten.

### Sluiting 2007
Op 8 november 2007 werd de Maeslantkering voor het eerst sinds de bouw in stormcondities gesloten, vanwege de hoge waterstand en de harde noordwesterwind. Voor deze sluiting was het niet zeker of de Maeslantkering wel echt zou werken. De sluiting op 8 november begon om 23.05 uur. De volgende dag, 9 november, werd de kering vanaf 17.45 uur weer geopend. Na het leegpompen van de keerwanden werd de kering vanaf 20.00 uur teruggevaren. Om 20.20 uur was de doorgang weer vrij voor de scheepvaart.
Tegelijk met de Maeslantkering is ook de Hartelkering bij Spijkenisse gesloten. De keringen zijn beide gedurende twee hoogwaters gesloten geweest. De reden hiervoor was dat er pas na het tweede hoogwater werd voldaan aan de voorwaarden om te openen. De waterstand aan de zeezijde van de kering moet dan lager zijn dan de waterstand achter de kering.

### Sluiting 2018
Een krachtige westerstorm zorgde op 3 januari 2018 voor hoog water in heel Nederland. Als gevolg hiervan werden alle stormvloedkeringen gesloten, inclusief rond kwart voor drie die dag de Maeslantkering. Eerder werd het peilniveau al verlaagd van 3 meter naar 2,6 meter boven NAP als onderdeel van een proefsluiting onder stormcondities. Het was de tweede keer dat de Maeslantkering dicht ging, en tevens de allereerste keer dat alle stormvloedkeringen in Nederland dichtgingen tijdens een storm.

### Sluiting 2023
Op 21 december 2023 zorgde de storm Pia voor hoogwater in Nederland. Voor het eerst sloot de Maeslantkering volledig automatisch. Dit was tevens de tweede keer dat alle zes stormvloedkeringen in Nederland dichtgingen tijdens een storm.

### Sluitingsdata
| Sluiting                         | Opening                    | bijzonderheden |
| -------------------------------- | -------------------------- | --- |
| 10 mei 1997                      |                            | Opening van het complex door koningin Beatrix met sluiting kering                                                                  |
| 3 oktober 1997                   |                            | Eerste automatisch bediende functioneringssluiting                                                                                 |
| (tussenliggende data onbekend)   |                            | |
| 18 september 2004                |                            | functioneringssluiting |
| 1 oktober 2005, ca. 13.20 uur    | 2 oktober, ca. 6.00 uur    | functioneringssluiting |
| 7 oktober 2006, ca. 14.30 uur    | 8 oktober, ca. 2.00 uur    | functioneringssluiting |
| 29 september 2007, ca. 16.10 uur | 30 september, ca. 8.00 uur | functioneringssluiting |
| 8 november 2007, 23.05 uur       | 9 november, 17.45 uur      | Eerste sluiting in stormcondities, in 2007 gold een lager sluitpeil: 2,60 m +NAP. Het waterpeil was 2,84 m +NAP bij deze sluiting. |
| 20 september 2008, ca. 17.00 uur | 21 september               | functioneringssluiting |
| 19 september 2009, ca. 14.50 uur | 20 september, ca. 4.00 uur | functioneringssluiting |
| 25 september 2010, ca. 15.30 uur |                            | functioneringssluiting |
| 24 september 2011                |                            | functioneringssluiting |
| 16 september 2012, ca. 15.00 uur |                            | functioneringssluiting |
| 21 september 2013, ca. 15.30 uur |                            | functioneringssluiting |
| 28 september 2014, ca. 17.00 uur |                            | functioneringssluiting |
| 19 september 2015, ca. 17.50 uur |                            | functioneringssluiting |
| 17 september 2016, ca. 15.10 uur |                            | functioneringssluiting |
| 9 september 2017, ca. 16.30 uur  |                            | functioneringssluiting |
| 3 januari 2018, ca. 14.10 uur    |                            | Tweede sluiting in stormcondities, in dit geval gold een lager sluitpeil: 2,60 m +NAP. Zie ook: Storm van 3 januari 2018.          |
| 15 september 2018, ca. 18.20 uur |                            | functioneringssluiting |
| 14 september 2019, ca. 15.10 uur |                            | functioneringssluiting |
| 20 september 2020, ca. 4.20 uur  |                            | functioneringssluiting |
| 12 september 2021                |                            | functioneringssluiting |
| 10 september 2022                |                            | functioneringssluiting |
| 16 september 2023, ca. 15.30 uur |                            | functioneringssluiting |
| 21 december 2023, ca. 20.15 uur  | 22 december, ca. 04.45 uur | Eerste volledig automatische sluiting vanwege hoogwater. Derde in stormcondities.                                                  |
| 21 september 2024                |                            | functioneringssluiting |

## Bezoekerscentrum
Aan de noordzijde van de Maeslantkering (bereikbaar vanaf de Maasdijk tussen Hoek van Holland en Maassluis) is het Keringhuis, Publiekscentrum Water gevestigd, een bezoekerscentrum op het adres Maeslantkeringweg 139. In het bezoekerscentrum is allerlei informatie te vinden over de Maeslantkering en over waterbeheer in Zuid-Holland. Ook kan tijdens een rondleiding de kering van dichtbij worden bekeken.

## Sint-Petersburg
Voor Sint-Petersburg (Rusland) is in de Sint-Petersburgdam een vergelijkbare kering gemaakt om het grote toegangskanaal voor de scheepvaart af te kunnen sluiten.